# Pré-Visualização
Pré-Visualização ou Preview é uma aplicação para Mac OS X para visualização de imagens e documentos em formato portátil. Como o próprio Mac OS X, o programa teve origem no sistema operacional OPENSTEP da NeXT. O Preview emprega a implantação de especificação de PDF da Adobe e faz utilização significativa do ambiente gráfico de usuário Cocoa, camada gráfica Quartz e imagens do codec QuickTime.
O Pré-Visualização também é um editor e pode realizar pequenas edições, como corte de imagem, conversão de formatos etc.

## História
Como o macOS, a visualização foi originada no sistema operacional NeXTSTEP da NeXT, onde fazia parte de todos os lançamentos desde 1989. Entre 2003 e 2005, a  Apple afirmou que o Preview era o "visualizador de PDF mais rápido do planeta".

## Formatos suportados
A Pré-Visualização pode abrir os seguintes formatos de arquivos:
- AI[desambiguação necessária]: Adobe Illustrator
- BMP
- DNG
- EPS
- FAX: faxes
- FPX: arquivos FlashPix
- GIF
- HDR
- ICNS: imagens de ícones da Apple
- ICO: arquivos de ícones do Windows
- JPEG 2000: arquivos JPEG 2000
- JPEG
- OpenEXR
- PS: arquivos Adobe PostScript (após uma conversão automática para PDF)
- PSD: arquivos do Adobe Photoshop
- PICT: arquivos de imagens QuickDraw
- PDF: popular formato de documentos Portable Document Format
- PNG: arquivos Portable Network Graphics
- PNTG: arquivos MacPaint Bitmap Graphic
- PPT: arquivos PowerPoint
- QTIF: arquivos de imagens QuickTime
- RAD: arquivos Radience Scene Description
- RAW: arquivos de imagem Raw
- SGI: arquivos Silicon Graphics Image
- TGA: arquivos de imagens TARGA
- TIF, TIFF: arquivos Tagged Image File Format
- XBM: arquivos X BitMap

## Recursos
- Abertura de imagens e documentos em formatos variados, desde populares até raros;
- Com o Pré-Visualização é possível abrir e visualizar documentos PDF de forma mais leve, sem grande consumo de recursos da máquina;
- Manipulação de PDFs;
- Edição simples de imagens: correção, recorte, seleção, rotação, redimensionamento e anotação (PDF e TIFF);
- Conversão de formato de imagens;
- Exportação para BMP, JP2, JPEG, PDF, PICT, PNG, SGI, TGA e TIFF;
- Maior integração com o Spotlight;
- Suporta anotações em PDF;
- Suporta ainda metadados de GPS.